# Javier Güémez
Javier Güémez (Culiacán Rosales, Sinaloa, 1991. október 17. –) egy mexikói válogatott labdarúgó, aki jelenleg az América csapatában szerepel középpályásként.

## Pályafutása

### Klubcsapatokban
2010-ben kezdte felnőtt pályafutását szülővárosának, Culiacánnak a csapatában, a Dorados de Sinaloában. 2013-ban igazolt az első osztályban szereplő Tijuanához.

### Mérkőzései a válogatottban
Első válogatott mérkőzését 22 évesen, 2014. október 9-én játszotta Honduras ellen, ekkor a 66. percben cserélték be.
| Mexikó | Mexikó              | Mexikó                                        | Mexikó           | Mexikó   | Mexikó             | Mexikó                        | Mexikó | Mexikó  |
| #      | Dátum               | Helyszín                                      | Hazai            | Eredmény | Vendég             | Kiírás                        | Gólok  | Esemény |
| ------ | ------------------- | --------------------------------------------- | ---------------- | -------- | ------------------ | ----------------------------- | ------ | ------- |
| 1.     | 2014. október 9.    | Tuxtla Gutiérrez, Estadio Víctor Manuel Reyna | Mexikó           | 2 – 0    | Honduras           | barátságos                    | 0      | 66'     |
| 2.     | 2014. október 12.   | Santiago de Querétaro, Estadio Corregidora    | Mexikó           | 1 – 0    | Panama             | barátságos                    | 0      | 53'     |
| 3.     | 2015. március 28.   | Los Angeles, Memorial Coliseum                | Mexikó           | 1 – 0    | Ecuador            | barátságos                    | 0      | 73'     |
| 4.     | 2015. március 31.   | Kansas City, Arrowhead Stadion                | Mexikó           | 1 – 0    | Paraguay           | barátságos                    | 0      | 35'     |
| 5.     | 2015. május 30.     | Tuxtla Gutiérrez, Estadio Víctor Manuel Reyna | Mexikó           | 3 – 0    | Guatemala          | barátságos                    | 0      | 51'     |
| 6.     | 2015. június 3.     | Lima, Estadio Nacional                        | Peru             | 1 – 1    | Mexikó             | barátságos                    | 0      | 59' 77' |
| 7.     | 2015. június 7.     | São Paulo, Allianz Parque                     | Brazília         | 2 – 0    | Mexikó             | barátságos                    | 0      | 29' 66' |
| 8.     | 2015. június 12.    | Viña del Mar, Estadio Sausalito               | Mexikó           | 0 – 0    | Bolívia            | Copa América, csoportkör      | 0      |         |
| 9.     | 2015. június 15.    | Santiago, Estadio Nacional de Chile           | Chile            | 3 – 3    | Mexikó             | Copa América, csoportkör      | 0      |         |
| 10.    | 2015. június 19.    | Rancagua, Estadio El Teniente                 | Mexikó           | 1 – 2    | Ecuador            | Copa América, csoportkör      | 0      | 52'     |
| 11.    | 2015. szeptember 4. | Sandy, Rio Tinto Stadium                      | Mexikó           | 3 – 3    | Trinidad és Tobago | barátságos                    | 0      |         |
| 12.    | 2015. október 10.   | Pasadena, Rose Bowl                           | Egyesült Államok | 2 – 3    | Mexikó             | konföderációs kupa, selejtező | 0      | 79' 94' |
| 13.    | 2015. október 13.   | Toluca de Lerdo, Estadio Nemesio Díez         | Mexikó           | 1 – 0    | Panama             | barátságos                    | 0      |         |
| 14.    | 2018. október 16.   | Santiago de Querétaro, Estadio Corregidora    | Mexikó           | 0 – 1    | Chile              | barátságos                    | 0      | 62'     |
| 15.    | 2018. november 16.  | Córdoba, Mario Alberto Kempes Stadion         | Argentína        | 2 – 0    | Mexikó             | barátságos                    | 0      |         |
|        | Összesen            |                                               |                  | 15       | mérkőzés           |                               | 0      | gól     |